# Saracura-guvat
A Saracura-guvat (Aramides saracura) a madarak (Aves) osztályának darualakúak (Gruiformes) rendjébe, ezen belül a guvatfélék (Rallidae) családjába tartozó faj.

## Rendszerezése
A fajt Johann Baptist von Spix német biológus írta le 1825-ben, a Gallinula nembe Gallinula saracura néven.

## Előfordulása
Dél-Amerika keleti részén, Argentína, Brazília és Peru területén honos. Természetes élőhelyei a mérsékelt övi erdő, szubtrópusi és trópusi síkvidéki és hegyi esőerdők, folyók és patakok környékén. Állandó, nem vonuló faj.

## Megjelenése
Testhossza 37 centiméter.

## Természetvédelmi helyzete
Az elterjedési területe nagyon nagy, egyedszáma ugyan csökken, de még nem éri el a kritikus szintet. A Természetvédelmi Világszövetség Vörös listáján nem fenyegetett fajként szerepel.